# Sage Kotsenburg
Sage Kotsenburg est un snowboardeur américain né le 27 juillet 1993 à Coeur d'Alene, en Idaho. Il remporte les épreuves de slopestyle aux Jeux olympiques d'hiver de 2014 grâce à une première manche notée 93.50. Il devient ce faisant le premier champion olympique sacré à Sotchi ainsi que dans cette discipline, nouvelle aux Jeux olympiques d'hiver.